# 1719 en santé et médecine
| Années de la santé et de la médecine : 1716 - 1717 - 1718 - 1719 - 1720 - 1721 - 1722    |
| Décennies de la santé et de la médecine : 1680 - 1690 - 1700 - 1710 - 1720 - 1730 - 1740 |

Cet article présente les faits marquants de l'année 1719 en santé et médecine.

## Publications
- Edward Baynard (en), Health, a poem. Shewing how to procure, preserve, and restore it. To which is annex'd the doctor's decade. The second edition, corrected (OCLC 181804044) — Il était à la fois médecin et poète.
- Johann Christoph Heintze (de), Disputatio inauguralis medica, De Erotomania, von der Kranckheit da man verliebt ist, Rostock
- Thomas Sydenham, Compendium praxeos medicæ Sydenhami : in usum quorundam commodiorem. Cum nonnullis passim emendationibus, atque tandem formulis aliquot medicamentorum additis ex autographo autoris peritissimi, Londres — Édition posthume par William, son fils aîné.
- Michael Bernhard Valentini, Viridarium reformatum, seu regnum vegetabilis Das ist eingerichtet und-Neu-buch vollständiges Kräuter, Worinnen alfo noch nicht geschehen Weise, als Kräutern Vegetabilien CRF, Sträuchen, Bäumen, Bluhmen Erd- und anderer Art Gewachsen, Krafft und beschreiben werden Würckung dergestalter, dass man dieses Werck statt einer Botanischen Bibliotheca haben, jedes zu seiner rechten Haupt Kraut-Art bringen, dessen Nutzen auch in der deutlich Artzney umständlich und finden, Francfort-sur-le-Main, Anton Heinscheidt[1].
- John Thomas Woolhouse,  Dissertationes opthalmicae de cataracta et glaucomate : contra systema sic dictum novum Dnn. Brissaei, Antonii [i.e. Antoine Maître-Jean], Heisteri et aliorum, Francfort-sur-le-Main, Wolffgang Christoph Multzen.

## Naissances
- 19 février :  Ferdinand Christoph Oetinger (de) (mort en 1772), médecin allemand.
- 17 novembre : Marie Catherine Biheron (morte en 1786), créatrice française de modèles anatomiques.

- Date non précisée
- François Thiéry (mort au XVIIIe siècle), médecin consultant du roi de France.

## Décès
- 26 juillet : Andreas Julius Bötticher (de) (né en 1672), médecin allemand.